# 白土店乡
白土店乡，是中华人民共和国河南省信阳市息县下辖的一个乡镇级行政单位。

## 行政区划
白土店乡下辖以下地区：
白土店村、白衣阁村、大江庄村、桂庄村、米围孜村、钱围孜村、时楼村、王大围孜村、魏寨村、西李村、夏寨村、谢寨村、新庄村、徐兰围孜村、余围孜村和郑楼村。